# Baeoura palmulata
Baeoura palmulata är en tvåvingeart som beskrevs av Alexander 1966. Baeoura palmulata ingår i släktet Baeoura och familjen småharkrankar. Inga underarter finns listade i Catalogue of Life.